# Communauté de communes de Val-Couserans
La communauté de communes de Val-Couserans est une ancienne communauté de communes française, située dans le département de l'Ariège et la région Occitanie. Créée en 1996, elle a fusionné au 1er janvier 2017 avec les intercommunalités de l'Agglomération de Saint-Girons, du Bas Couserans, du Canton de Massat, du Canton d'Oust, du Castillonais, du Seronnais 117 et du Volvestre Ariégeois pour former la Communauté de communes Couserans - Pyrénées.

## Composition
À sa disparition, la communauté de communes regroupait 9 communes :
| Nom                   | Code Insee | Gentilé        | Superficie (km2) | Population (dernière pop. légale) | Densité (hab./km2) |
| --------------------- | ---------- | -------------- | ---------------- | --------------------------------- | ------------------ |
| Rivèrenert (siège)    | 09247      | Rivèrenertais  | 28,81            | 192 (2014)                        | 6,7                |
| Alos                  | 09008      | Alosois        | 24,26            | 112 (2014)                        | 4,6                |
| Clermont              | 09097      | Clermontois    | 7,41             | 108 (2014)                        | 15                 |
| Encourtiech           | 09110      | Encourtiechois | 4,78             | 92 (2014)                         | 19                 |
| Erp                   | 09114      | Erpois         | 9,24             | 122 (2014)                        | 13                 |
| Lacourt               | 09149      | Lacourtais     | 16,50            | 203 (2014)                        | 12                 |
| Lescure               | 09164      | Escurois       | 25,80            | 501 (2014)                        | 19                 |
| Montégut-en-Couserans | 09201      | Montégutois    | 6,18             | 64 (2014)                         | 10                 |
| Montesquieu-Avantès   | 09204      | Montesquivais  | 16,52            | 252 (2014)                        | 15                 |

## Administration
| Période                                  | Période | Identité         | Étiquette | Qualité                       |
| ---------------------------------------- | ------- | ---------------- | --------- | ----------------------------- |
| 2008                                     | 2014    | Jean-Claude Dega | -         | Maire de Erp                  |
| 1996                                     | 2008    | Alex Mirouse     | -         | Maire de Clermont (1989-2008) |
| Les données manquantes sont à compléter. |         |                  |           |                               |

## Sources
- portail des communes de l'Ariège
- le splaf
- la base aspic